# Keine Lust
«Keine Lust» (traducido al español: «No tengo ganas») es el cuarto y último sencillo extraído del álbum Reise, Reise (2004) de la banda alemana de música industrial Rammstein. Fue lanzado el 28 de febrero de 2005 en Alemania, Austria y Suiza en formatos maxisencillo, digipak de edición limitada, vinilo de 7" y 12" y disco de dos pistas. Su título se podría traducir del alemán como "sin ganas".

## Vídeo
El vídeo de "Keine Lust" fue rodado en enero de 2005 y presentado apenas un mes más tarde. En él aparecen los componentes del grupo envejecidos y caracterizados como obesos mórbidos, salvo el teclista Flake Lorenz, que aparece en una silla de ruedas motorizada. El grupo se junta en un garaje, en lo que parece ser una reunión de la banda tras muchos años de inactividad, pues se muestran los instrumentos musicales cubiertos de polvo. Tras tocar la canción, los músicos abandonan el garaje dejando solo a Lorenz. El vídeo fue nominado para los "MTV European Music Awards" en noviembre de 2005.

## Letra
"Keine Lust" habla de la discriminación por el físico. El yo lírico se siente tan mal con su obesidad que no tiene deseos de hacer nada, ni siquiera mirarse o tocarse. 

## Contenido del sencillo
- Edición de Alemania

1. «Keine Lust»
2. «Keine Lust» (Remix n.º 1 By Clawfinger)
3. «Keine Lust» (The Psychosonic Remix By DJ Drug)
4. «Keine Lust» (Bozz Remix By Azad)
5. «Keine Lust» (Jazz Remix By Clawfinger)
6. «Keine Lust» (Black Strobe Remix)
7. «Keine Lust» (Curve Remix By Front 242)
8. «Keine Lust» (Ich zähl die Fliegen Remix By Krieger)

- Edición del Reino Unido DVD1

1. «Keine Lust»
2. «Ohne dich» (Mina Harker's Version - Remix by Laibach)
3. «Mutter Orchesterlied I» (Versión orquestal)

- Edición del Reino Unido DVD2

1. «Keine Lust»
2. «Mein Teil»
3. «Mein Teil» (Music Video)
4. «Mein Teil» (Making of)

- Vinilo de 7"

1. «Keine Lust»
2. «Du Hast» (versión que aparece también en Live aus Berlin).

- Datos: Q910272